# Морель, Хулиана
Хулиана Морель (Морелья) (исп. Juliana Morell (Morella), 16 февраля 1594 — 26 июня 1653) — испанка, доминиканская монахиня. Её иногда считают первой женщиной, получившей университетскую степень (доктор права), но это оспаривается.

## Биография
Родилась в Барселоне, рано осталась без матери. Начальное образование получила у доминиканских монахинь в Барселоне. В возрасте четырёх лет начала изучать латынь, греческий и иврит на дому, где с ней занимались квалифицированные учителя. Когда ей ещё не было семи лет, написала отсутствующему дома отцу письмо на латыни.
Обвиненный в причастности к убийству, отец бежал вместе с восьмилетней дочерью в Лион. Там Хулиана продолжила учёбу, ежедневно уделяя по девять часов риторике, диалектике, этике и музыке. В 12 лет публично защитила работу по этике и диалектике, оцененную латинской наградой summa cum laude («с наибольшим почетом»), отражающей второй после наивысшего уровень отличия. Затем изучала физику, метафизику, а также каноническое и гражданское право. Её отец, который тем временем обосновался в Авиньоне, хотел, чтобы Хулиана получила степень доктора права. По данным некоторых источников, в 1608 году 14-летняя девочка её получила после публичной защиты своей работы по праву в папском дворце вице-легата перед уважаемой аудиторией, среди которой была принцесса де Конде. Неясно, однако, какой орган предоставил юной соискательнице степень.
Поэтому её иногда называют первой женщиной, получившей университетскую степень. Однако, как отмечает историк Сильванус Морли, она защищала диссертацию в 1606 или 1607 годах, но степень получать не стала.
Хулиана позже отвергла мирские соблазны, в частности выгодное предложение брака, и в том же году поступила послушницей в доминиканский монастырь Святой Пракседы (Sainte-Praxède) в Авиньоне, намереваясь посвятить себя научной работе и написанию книг. В 1609 году была принята в орден (reception of the habit), 20 июня 1610 года приняла обет. Трижды становилась настоятельницей. В течение двух последних лет своего земного пути прошла через тяжкие телесные страдания. На смертном одре агония длилась пять дней. Умерла в Авиньоне на 60-м году жизни.
В хвалебном стихотворении Лопе де Вега называет её «четвертой грацией и десятой музой», отмечая, что «она была ангелом, который публично преподавал все науки от профессорских кафедр до школ».

## Публикации
Создала ряд религиозных произведений:
- Перевод «De vita spirituali» (О духовной жизни) Винсента Феррера с комментариями и примечаниями к различным главам (Лион, 1617; Париж, 1619).
- Exercices spirituels sur l'éternité (1637).
- Французский перевод Устава Св. Августина с добавлением пояснений и наблюдений для целей обучения (Авиньон, 1680).
- История реформы монастыря Св. Пракседы с описанием жизни некоторых благочестивых сестер, рукопись.
- Латинские и французские стихи, некоторые напечатаны, а некоторые — в рукописи.

## Примечание
1. 1 2  Juliana Morell // FemBio-Datenbank (нем.)
2. ↑  https://www.novatarrega.cat/noticia/114207/juliana-morell-primera-doctora-en-lleis-del-mon/twitter/31623
3. ↑  Juliana Morell // Gran Enciclopèdia Catalana (кат.) — Grup Enciclopèdia, 1968.
4. ↑  Deutsche Nationalbibliothek Record #123078245 // Gemeinsame Normdatei (нем.) — 2012—2016.
5. ↑  S. Griswold; Morley. Juliana Morell: Problems (неопр.) // Hispanic Review[англ.]. — 1941. — Т. 9, № 1. — С. 137—150. — doi:10.2307/469691.
6. ↑  Paul F. Grendler. Schools, Seminaries, and Catechetical Instruction, in Catholicism in Early Modern History 1500-1700: A Guide to Research (англ.) / John W. O'Malley. — Center for Information Research, 1988. — P. 328.
7. ↑  Morley, S. Griswold (January 1941). Juliana Morell: Problems. Hispanic Review. 9 (1): 137–150. doi:10.2307/469691. JSTOR 469691.; Morley, S. Griswold (July 1941). Juliana Morell: Postscript. Hispanic Review. 9 (3): 399–402. doi:10.2307/469606. ISSN 0018-2176. JSTOR 469606.

Атрибуция
Статья содержит текст из доступной публично статьи Juliana Morell // Herbermann, Charles, ed. (1913). Catholic Encyclopedia. New York: Robert Appleton.
Цитаты из:
- - Quétif-Échard, Script. Ord. Praed. II (1721), 845 sqq.;
  - Baronius, Apologeticus, V, 326;
  - Nicolas Antonio, Bibliotheca hispana, II, (1672), 344-5.